# Dasburg
Dasburg es un municipio localizado en el oeste de Alemania, dentro del estado federado de Renania Palatinado. Está situado al noroeste de Tréveris, en la región natural de Eifel y en una posición fronteriza con Luxemburgo.

## Historia
.

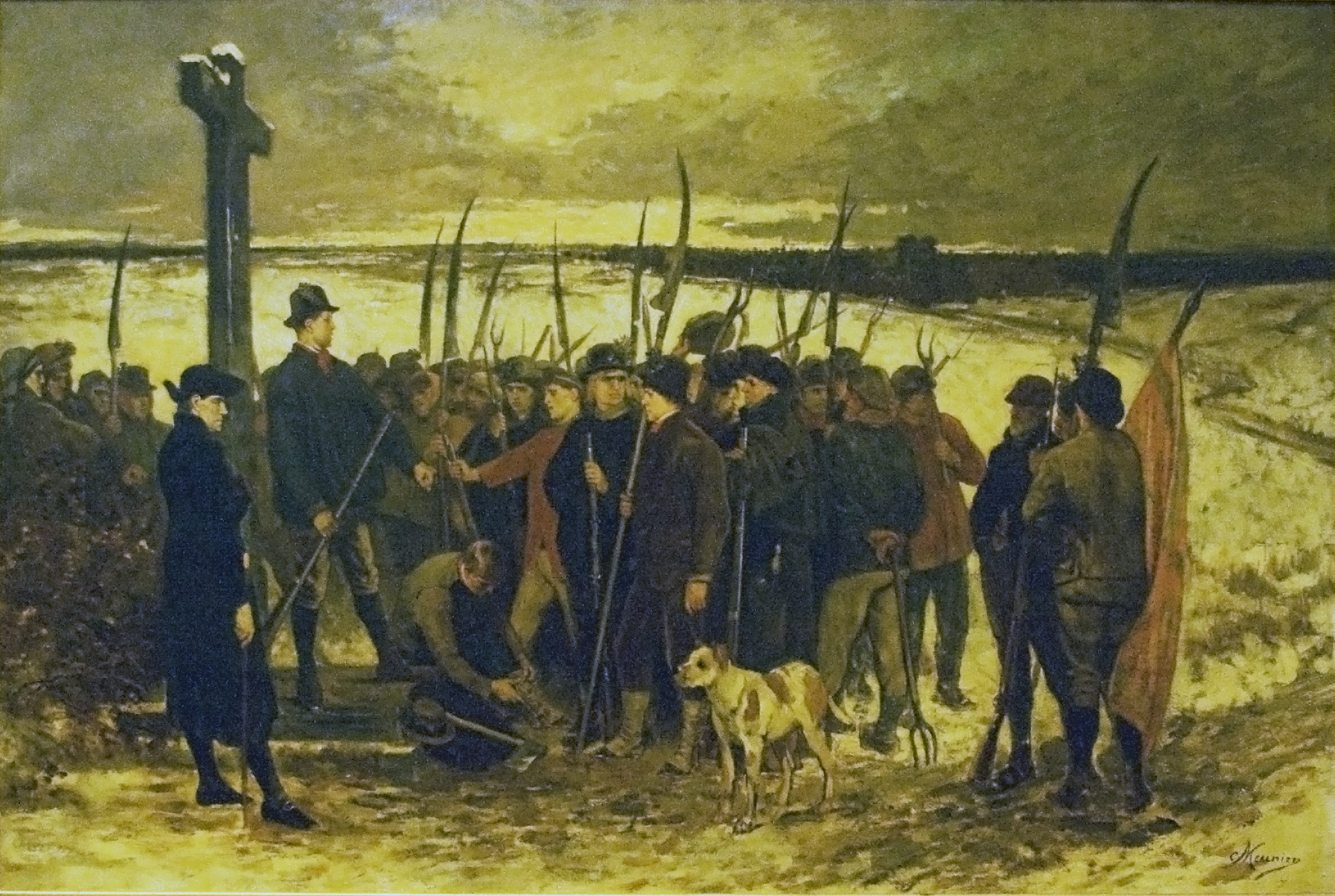
La guerre de paysans – le rassemblement de Constantin Meunier. Dasburg fue un centro rebelde durante la sublevación anti-francesa conocida como la guerra de los campesinos

El pequeño pueblo de Dasburg surgió a los pies de una fortaleza que, con modificaciones, se conserva en la actualidad dominando el paisaje local. Se considera que este lugar fortificado ya existía en el 850 y es nombrado en las crónicas de un ataque vikingo ocurrido en 892.  La fortaleza con sus posesiones fue donada por los reyes francos a la abadía de Prüm que la enfeudó a los condes de Vianden quienes la hicieron administrar por un burgrave.
Se tiene constancia de que en 1222 ya se encontraba la población con el nombre de Daysberhc, el cual fue evolucionando posteriormente a Dasberg, Daisberg y finalmente Dasburg. En 1625 estaba formada por 34 casas.
En el otoño de 1794 la región fue invadida por tropas francesas y los señoríos existentes desaparecieron bajo un nuevo modelo de administración similar al de Francia.  La localidad sufrió durante este periodo. Las medidas anticatólicas introducidas, así como los altos impuestos y el reclutamiento de jóvenes para el ejército condujo en 1798 a un levantamiento de la población en la zona occidental de Eifel que se conoció como la guerra de los campesinos. Durante este conflicto, Dasburg fue una de las bases de los sublevados. En 1811, Napoleón donó el castillo y sus propiedades al mariscal Oudinot quien tardó poco en venderlo mediante pública subasta y cuatro semanas antes de la retirada final de los franceses, tanto la fortaleza como un buen número de viviendas fueron destruidas.
El territorio de Renania quedó anexionado a Prusia tras el congreso de Viena y Dasburg fue convertida en cabeza de una comarca que incluía varios pequeños municipios. Al inicio del siglo XX comenzó un proceso migratorio hacia América y zonas industrializadas de Centroeuropa que redujo la población a unos 500 habitantes.
La localidad experimentó diferente suerte durante los conflictos armados de ese siglo. Aunque 10 de sus habitantes murieron durante la I Guerra Mundial, el pueblo no sufrió destrucción al rendirse Alemania antes de que los combates llegaran a la zona. Al contrario, la II Guerra Mundial significó para Dasburg la pérdida de 30 de sus habitantes así como la destrucción del 80 % del municipio, incluyendo el puente sobre el río Our.

## Geografía

Situación de Dasburg dentro del distrito de Bitburg-Prüm.

### Localización
El municipio de Dasburg se sitúa en el oeste de Renania-Palatinado, junto la frontera con Luxemburgo. Tiene los siguientes límites:
| Noroeste: Luxemburgo | Norte: Dahnen   | Noreste: Daleiden |
| Oeste: Luxemburgo    |                 | Este: Daleiden    |
| Suroeste: Luxemburgo | Sur: Preischeid | Sureste: Daleiden |

### Características del territorio
El territorio municipal de Dasburg abarca una superficie de 482 ha. El casco urbano, en sí, ocupa unas 34 ha y se sitúa a una altitud aproximada de 340 m s. n. m.. El área cultivada se compone de 119 ha (25 %). Las áreas boscosas abarcan 328 ha (68 %) con lo que ocupan una parte mayoritaria de su término municipal.
Su término está bordeado por el oeste por el río Our que hace de frontera con Luxemburgo. El arroyo Mühlbach marca su límite por el este y dentro de él nace el arroyo  Elsbach, afluente del anterior. Presenta un perfil quebrado, su punto más bajo se encuentra a 264 m s. n. m. y el más alto, el pico de Hohe Kuppe, a 531.
La localidad está situada en la región natural de Eifel donde, debido a su altitud, rige un clima continental dentro del área de clima oceánico del noroeste de Europa. Está caracterizado por una mayor oscilación térmica anual así como nieves y heladas durante el invierno. Los valores climáticos medios de la estación meteorológica de Nürburg situada a 86 km son los siguientes:
| Parámetros climáticos promedio de la Eifel-Wetterstation Nürburg-Barweiler | Parámetros climáticos promedio de la Eifel-Wetterstation Nürburg-Barweiler | Parámetros climáticos promedio de la Eifel-Wetterstation Nürburg-Barweiler | Parámetros climáticos promedio de la Eifel-Wetterstation Nürburg-Barweiler | Parámetros climáticos promedio de la Eifel-Wetterstation Nürburg-Barweiler | Parámetros climáticos promedio de la Eifel-Wetterstation Nürburg-Barweiler | Parámetros climáticos promedio de la Eifel-Wetterstation Nürburg-Barweiler | Parámetros climáticos promedio de la Eifel-Wetterstation Nürburg-Barweiler | Parámetros climáticos promedio de la Eifel-Wetterstation Nürburg-Barweiler | Parámetros climáticos promedio de la Eifel-Wetterstation Nürburg-Barweiler | Parámetros climáticos promedio de la Eifel-Wetterstation Nürburg-Barweiler | Parámetros climáticos promedio de la Eifel-Wetterstation Nürburg-Barweiler | Parámetros climáticos promedio de la Eifel-Wetterstation Nürburg-Barweiler | Parámetros climáticos promedio de la Eifel-Wetterstation Nürburg-Barweiler |
| Mes                                                                        | Ene.                                                                       | Feb.                                                                       | Mar.                                                                       | Abr.                                                                       | May.                                                                       | Jun.                                                                       | Jul.                                                                       | Ago.                                                                       | Sep.                                                                       | Oct.                                                                       | Nov.                                                                       | Dic.                                                                       | Anual                                                                      |
| -------------------------------------------------------------------------- | -------------------------------------------------------------------------- | -------------------------------------------------------------------------- | -------------------------------------------------------------------------- | -------------------------------------------------------------------------- | -------------------------------------------------------------------------- | -------------------------------------------------------------------------- | -------------------------------------------------------------------------- | -------------------------------------------------------------------------- | -------------------------------------------------------------------------- | -------------------------------------------------------------------------- | -------------------------------------------------------------------------- | -------------------------------------------------------------------------- | -------------------------------------------------------------------------- |
| Temp. máx. media (°C)                                                      | 1                                                                          | 2                                                                          | 5                                                                          | 9                                                                          | 14                                                                         | 17                                                                         | 19                                                                         | 19                                                                         | 16                                                                         | 11                                                                         | 5                                                                          | 2                                                                          | 10                                                                         |
| Temp. mín. media (°C)                                                      | −3                                                                         | −3                                                                         | −1                                                                         | 2                                                                          | 6                                                                          | 9                                                                          | 11                                                                         | 11                                                                         | 9                                                                          | 5                                                                          | 1                                                                          | −2                                                                         | 3.8                                                                        |
| Lluvias (mm)                                                               | 72                                                                         | 60                                                                         | 70                                                                         | 64                                                                         | 74                                                                         | 79                                                                         | 81                                                                         | 83                                                                         | 64                                                                         | 66                                                                         | 78                                                                         | 80                                                                         | 871                                                                        |
| Días de lluvias (≥ 1.0 mm)                                                 | 20                                                                         | 19                                                                         | 18                                                                         | 17                                                                         | 17                                                                         | 16                                                                         | 16                                                                         | 17                                                                         | 14                                                                         | 16                                                                         | 20                                                                         | 20                                                                         | 210                                                                        |
| Fuente: Wetterkontor (valores para el periodo 1961 a 1990)                 |                                                                            |                                                                            |                                                                            |                                                                            |                                                                            |                                                                            |                                                                            |                                                                            |                                                                            |                                                                            |                                                                            |                                                                            |                                                                            |

### Comunicaciones
Por el término de Dasburg discurre la carretera federal (Bundesstraße) B410 que comienza en Hirten y tras 95 km finaliza en la frontera con Luxemburgo. Esta vía atraviesa el casco urbano y la conecta al este con Daleiden, con la sede de la mancomunidad, Arzfeld, así como con la autopista A60. También es atravesado por la carretera regional (Landesstraße) L1 que la une al norte con Dahnen mientras que al sur lo hace con Preischeid. La carretera comarcal (Kreisstraße) K149 le permite el acceso al norte con la citada L1.
No tiene comunicación por tren y las estaciones más accesibles se sitúa en Clervaux (Luxemburgo) a 13 km y en Gerolstein a 52 km.
El municipio entra dentro del ámbito del transporte público de la región de Tréveris. Una línea de autobús conecta la localidad con Arzfeld y Prüm. Desde ahí, mediante transbordo, se llega a Gerolstein.
Los aeropuertos más cercanos son los de Luxemburgo a unos 60 km y Fráncfort-Hahn a unos 121 km.

## Demografía

### Hábitat humano
A 31 de diciembre de 2015 vivían 210 individuos en el municipio. La evolución de la población ha experimentado un leve pero constante descenso desde los años 1960 que la ha llevado desde 356 habitantes en 1961 a la cifra actual de 210. En 2015, 13 nuevas personas fijaron su residencia en Dasburg mientras que 17 partieron de la localidad para vivir en otros lugares. Esto supuso un saldo migratorio negativo de 4 individuos. Su densidad de población se sitúa en 44 habitantes por km², inferior a la que se da en Renania-Palatinado donde viven 204 personas por km².
El casco urbano de la localidad se compone principalmente de viviendas unifamiliares (91 %) u ocupadas por dos hogares (9 %). Las edificaciones que albergan más de tres viviendas son inexistentes.

### Características sociales
| Hombres | Edad     | Mujeres |
| ------- | -------- | ------- |
| 0,44    | 75 y más | 0,44    |
| 3,54    | 65-75    | 5,75    |
| 7,52    | 55-65    | 5,75    |
| 9,73    | 45-55    | 8,85    |
| 10,18   | 35-45    | 7,96    |
| 8,85    | 25-35    | 11,95   |
| 3,98    | 15-25    | 6,64    |
| 4,42    | 0-15     | 3,98    |

En 2015, de los 210 habitantes, 100 eran hombres y 110 mujeres. Un 14 % eran extranjeros, porcentaje superior al 10 % que se daba a nivel regional y al 9 % para el total de Alemania.
Dentro del ámbito religioso, según el censo de 2011, un 93 % de los habitantes se declaraban cristianos (90 % católicos y 3 % evangélicos) mientras que un 7 % profesaban otras religiones o no seguían ninguna. El porcentaje de cristianos era superior al total regional, que se sitúa en un 77 % (45 % católicos y 32 % evangélicos) y al nacional, donde se censaba un 59 % (30 % católicos y 29 % evangélicos).
De acuerdo al mismo censo de 2011, las familias con hijos representaban el 33 %, menos que el total regional del 56 %. Las familias monoparentales eran, según el censo, inexistentes. A nivel regional, este tipo de familia suponía el 12 %.

### Asociaciones
Los habitantes de Dasburg cuentan con algunas asociaciones. Aparte de un cuerpo de bomberos voluntarios y un club de fútbol, han formado un club de pesca; un club de tenis; una agrupación del club de Eifel (Eifelverein) fundada en 1909 y con 150 miembros que cuida de los caminos y el paisaje además de organizar excursiones y otras actividades; una asociación musical creada en 1904 y que junto a la de la vecina Dahnen tiene una filarmónica; una comparsa de carnaval; una asociación de mujeres así como una asociación de amigos de la historia local.

## Administración

### Estructura
El municipio está regido por un consejo de seis miembros dirigido por el alcalde. En el ejercicio de 2014 tuvo unos ingresos totales de 340 000 euros y unos gastos 363 000 euros. Al final de ese ejercicio mantenía una deuda de 100 000 euros.
Junto a otros cuarenta y dos municipios vecinos forman la mancomunidad Verbandsgemeinde Arzfeld, con sede en Arzfeld, que asume un buen número de responsabilidades tales como: funcionamiento de los centros escolares; protección antiincendios; construcción y funcionamiento de centros deportivos; abastecimiento de agua potable y ordenamiento urbanístico. Igualmente se responsabiliza de la gestión de competencias estatales como la emisión de documentos de identidad o la ordenanza en las carreteras. La mancomunidad tiene una caja propia que se nutre con las aportaciones de los municipios que la integran.
Judicialmente se encuentra dentro de los siguientes ámbitos : local o  Amtsgericht de Prüm, el regional o Landgericht de Tréveris y el regional superior o Oberlandesgericht de Coblenza.

### Política
| Resultados electorales en el municipio de Dasburg (datos en %) |               |      |      |     |     |       |       |       |
| Elecciones                                                     | participación | SPD  | CDU  | AfD | FDP | Grüne | Linke | otros |
| Federales 2013                                                 | 82,6          | 20,4 | 60,2 | 2,7 | 4,4 | 6,2   | 3,5   | 2,6   |
| Europeas 2014                                                  | 78,9          | 17,3 | 59,2 | 6,1 | 0,0 | 8,2   | 3,1   | 6,1   |
| Regionales 2016                                                | 82,8          | 33,1 | 48,4 | 7,3 | 4,8 | 3,2   | 1,6   | 1,6   |

En cuanto a simpatías políticas, estas muestran no muestran variación dependiendo del tipo de elecciones. Así, el partido más votado en todos los comicios fue la CDU (Unión Demócrata Cristiana).
Para las elecciones municipales, en Renania-Palatinado rige un sistema de elección con listas abiertas por el cual los electores dan su voto a individuos particulares independientemente del partido al que pertenezcan.

## Infraestructuras

### Sanidad
En el municipio no hay farmacia. Las más cercanas se encuentran en Clervaux (Luxemburgo) y Arzfeld a 12 km y 14 km respectivamente.
Tampoco existen médicos con consulta abierta en la localidad. Los más cercanos dentro de Alemania se sitúan en Daleiden (6 km) y Arzfeld. En el área cercana de Luxemburgo existen doctores en Hosingen (8 km) y Clervaux.
En cuanto a hospitales, hay un centro de salud situado en Neuerburg a 21 km y hospitales en Prüm (25 km), Bitburgo (27 km) y Gerolstein (38 km). En Prüm también existe un centro pediátrico que atiende a niños con problemas físicos y psíquicos.
Para el cuidado a domicilio de ancianos y enfermos existe una delegación de Cáritas en Arzfeld y de la Cruz Roja en Neuerburg.

### Educación
Dasburg no cuenta con escuela infantil. La más cercana está en Daleiden a 6 km.
La educación primaria puede obtenerse en escuelas de Daleiden y Arzfeld (12 km); La secundaria en centros de Neuerburg (21 km) y Prüm (25 km). El bachillerato, por su parte, se imparte en un instituto de Prüm; la formación profesional en otro centro de la misma localidad. Para la educación especial existe un centro también en Prum.

### Deporte
El municipio cuenta con un campo de fútbol donde entrena y juega el equipo local: SSV Dasburg-Dahnen. También tienen pistas de tenis mantenidas por un club de la localidad. El senderismo y el ciclismo se pueden practicar en un buen número de rutas que discurren por el término municipal.

### Protección

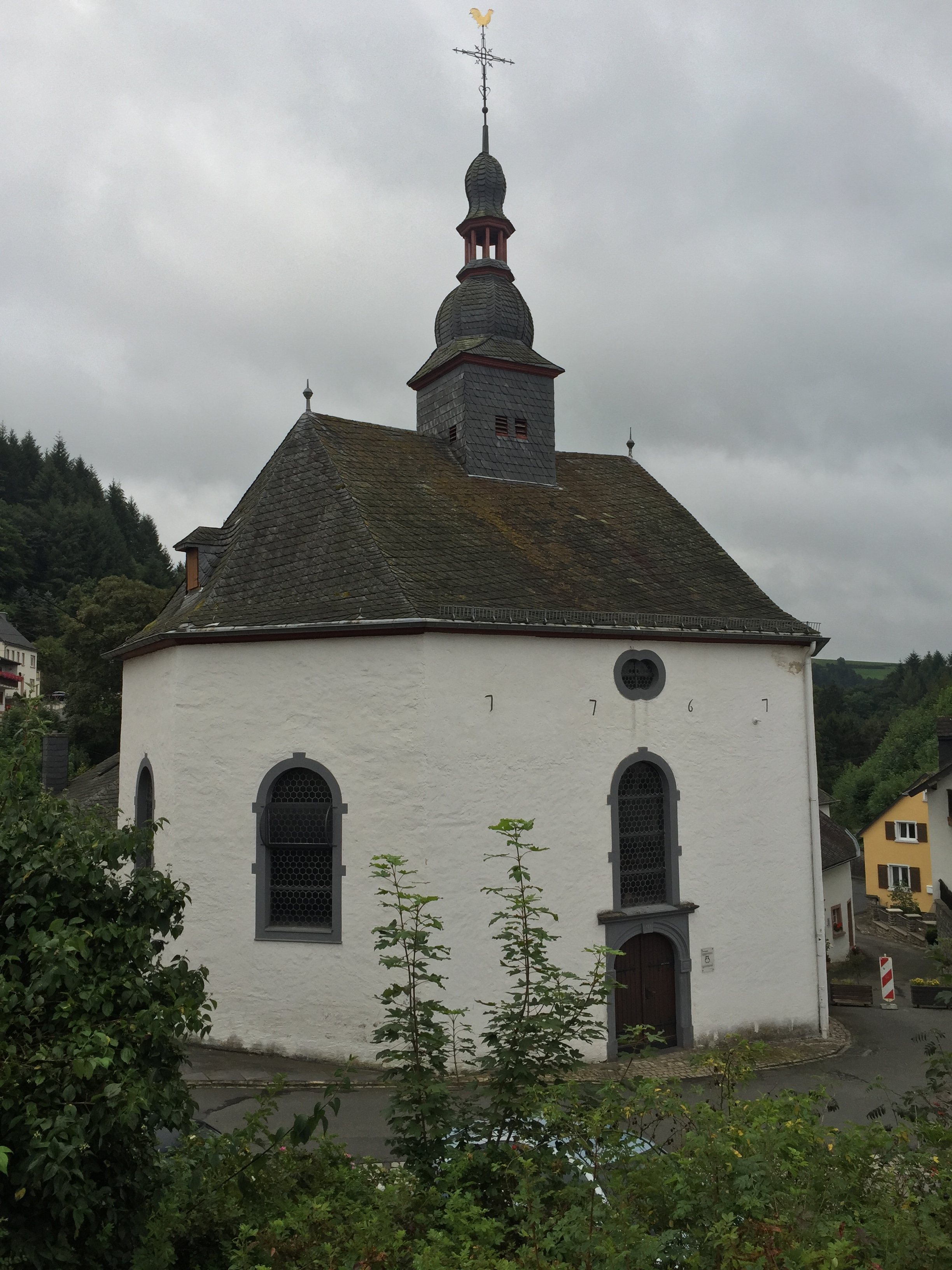
Iglesia parroquial de Jakobus der Ältere (Santiago el Mayor) catalogada como bien cultural o Denkmal.

La localidad no cuenta con comisaría de policía y depende de la situada a 14 km en Prüm que, a su vez, depende de la dirección de policía de Wittlich.
Para el servicio de protección antiincendios, Dasburg cuenta con su propia agrupación de bomberos voluntarios con trece miembros.

### Religión
En el ámbito religioso, respecto a la confesión católica, la localidad cuenta con la iglesia de Sankt Jakobus der Ältere (Santiago el Mayor) que está incluida dentro de la diócesis del obispado de Tréveris y depende del párroco de Daleiden.
Para la confesión evangélica, se integra en la «Iglesia Evangélica de Renania» dentro de su distrito de Tréveris. No existe templo propio y dependen de la comunidad de Prüm.

## Economía

### Actividades
En el municipio no existen explotaciones agropecuarias con una mínima entidad. Dentro del sector secundario, funciona una carpintería que fabrica puertas, muebles, etc; una pastelería artesanal así como dos empresas de construcción. En el sector terciario hay una empresa de autobuses, una gasolinera, una peluquería así como una empresa de pintura y reforma de viviendas. Adicionalmente, dentro de este sector, también existen varios establecimientos de hostelería.

### Trabajo
| Lugar de trabajo de los habitantes del municipio de Dasburg (2011) | Personas | %     |
| ------------------------------------------------------------------ | -------- | ----- |
| Habitantes que trabajan en la misma localidad                      | 33       | 58 %  |
| Habitantes que trabajan otras localidades                          | 24       | 42 %  |
| Habitantes en situación de desempleo                               | 0        | 0 %   |
| Total población activa                                             | 57       | 100 % |
|                                                                    |          |       |
| Ocupación de los puestos de trabajo en Dasburg (2011)              | Puestos  | %     |
| Puestos ocupados por personas que viven en la localidad            | 33       | 60 %  |
| Puestos ocupados por personas que viven en otras localidades       | 22       | 40 %  |
| Total puestos de trabajo                                           | 55       | 100 % |

Habitualmente, 22 personas vienen a trabajar diariamente al pueblo mientras 24 parten de la población para ejercer sus actividades en otros lugares.
La población activa de Dasburg la componen 57 personas de las que un 42 % desarrollan su trabajo fuera de la localidad. Los puestos de trabajo, por su parte, son 55 de los que un 40 % son ocupados por personas que viven en otras localidades y acuden diariamente a la localidad para trabajar.

### Nivel económico
La población en el total del municipio tiene un nivel económico inferior en comparación con el resto del país. Los ingresos medios anuales de los habitantes obligados a pagar impuestos son de 25 130 euros, un 25 % inferiores a la media de Alemania que se sitúa en 31 500 euros. La tasa media de impuestos que pagan es del 13,7 % mientras que la media nacional se sitúa en el 17,4 %.

## Turismo

### Elementos destacados

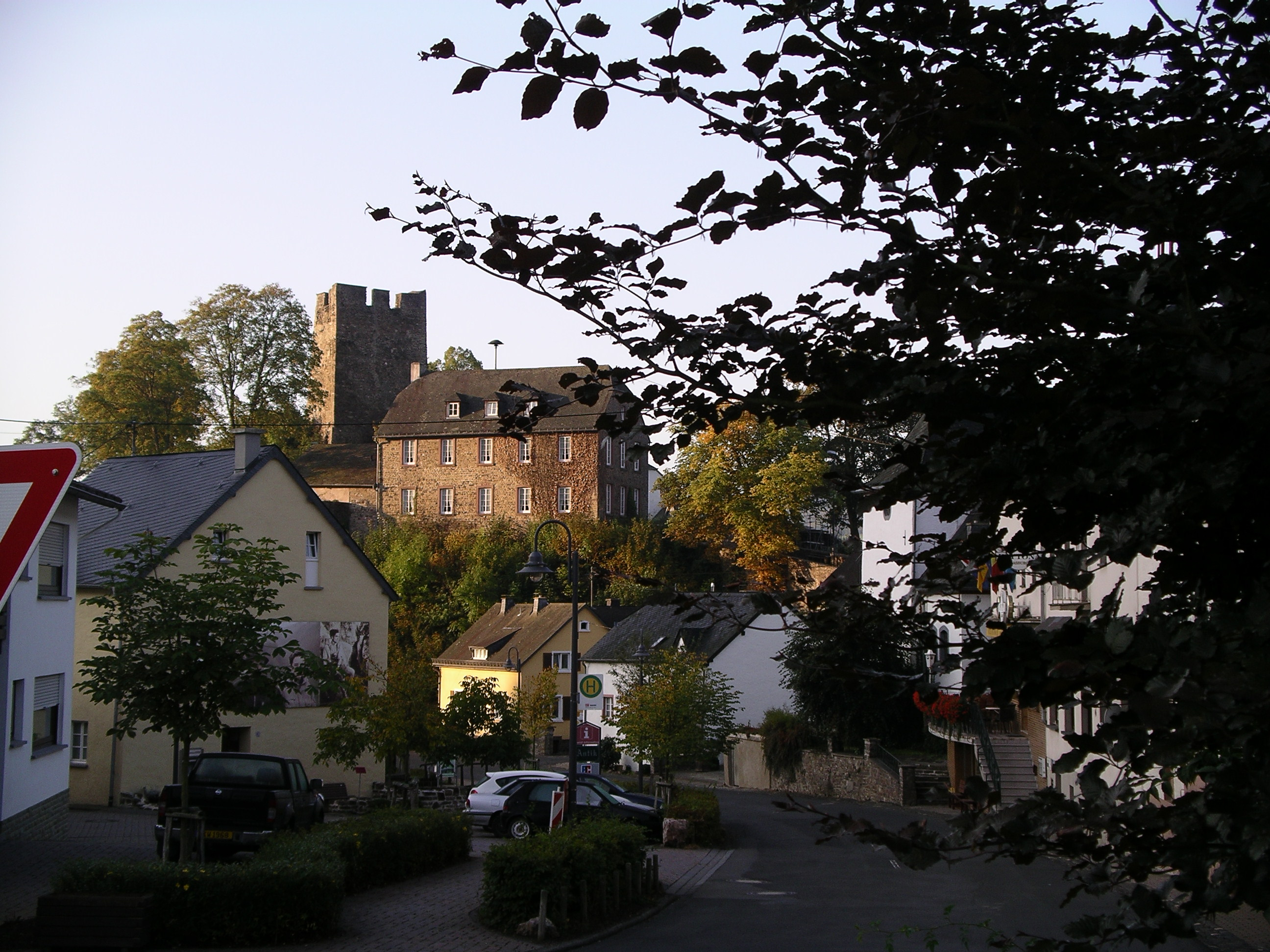
Punto fortificado en Dasburg. Es el elemento más representativo del municipio.

El municipio de Dasburg cuenta con seis edificios, instalaciones o elementos calificados como bien cultural o Denkmal por la «Dirección General de Herencia Cultural de Renania-Palatinado». Se puede considerar que el principal de todos es el conjunto que forman los restos de la fortaleza (siglo XIII) junto a dos edificios del siglo XIX. Además, están catalogados los siguientes:
Neuenweg: La iglesia parroquial de Santiago el Mayor construida en 1767.
An de Burg: una vivienda del siglo XIX.
Bergstrasse: una cruz de hierro forjado del siglo XIX y una vivienda construida en 1820.
Auf dem Knupp: Una capilla mariana construida en 1638.
Aparte de estos, tiene también otros elementos destacados: el mirador situado en Hohe Kuppe; dos galerías excavadas; una cruz del camino junto a la carretera K149; varias instalaciones de la línea Sigfrido; dos antiguos molinos de agua junto al río Our: el Rellesmühle y el Frankmühle así como una cruz del camino junto al último.

### Atracciones

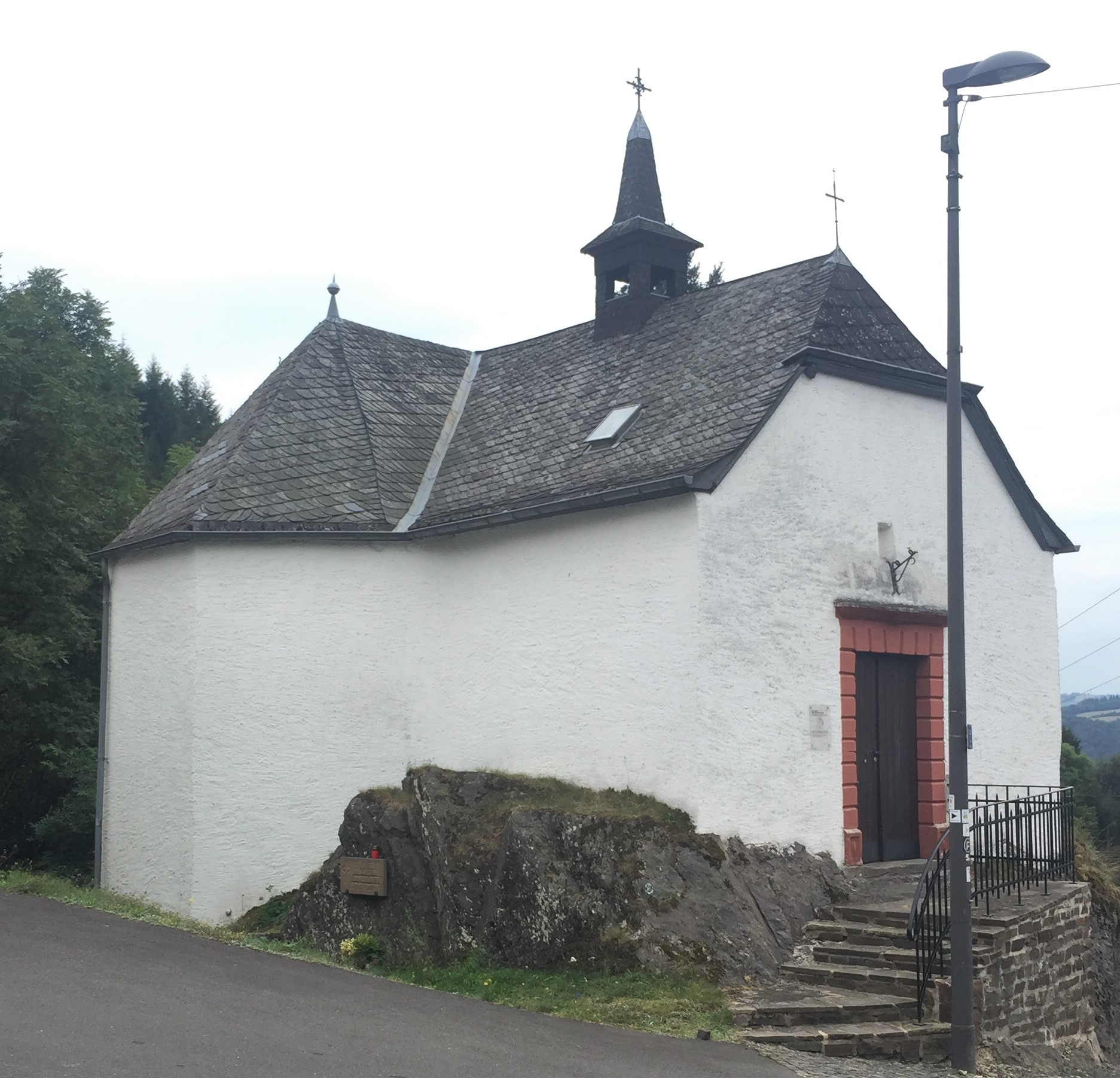
Capilla mariana de Dasburg.

La oferta turística de Dasburg se integra en la denominada Ferienregion Islek (región de vacaciones Islek). El municipio destaca en su web institucional los aspectos relacionados con la naturaleza: el entorno del valle del Our; la pesca en este río;  las rutas de senderismo que discurren por el valle así como un centro de ocio juvenil en el bosque donde pueden alojarse grupos de hasta 40 personas. También pone énfasis en su cercanía a varias localidades dignas de visitarse.
Su territorio también es atravesado por rutas de senderismo y ciclismo de larga distancia como Maas-Rhein-Weg Südroute, Mühlentour y Matthiasweg. También existe una ruta de turismo en motocicleta denominada Südeifel und Luxemburg.

### Infraestructura
En su página web, el ayuntamiento incluye una relación de los establecimientos hoteleros disponibles. En el municipio existen cinco que ofrecen un total de 64 camas. En 2015 recibieron a 1526 huéspedes que pasaron una media de 2 noches cada uno.
La tipología de los establecimientos es muy variada: hoteles, pensiones, granjas, casas de vacaciones, camping y el mencionado campamento juvenil para grupos. En el ámbito hostelero, la localidad también cuenta con varios restaurantes y cafés.

## Otra bibliografía utilizada en el artículo
1. Bevölkerung und Haushalte (2011).  Statistischer Landesamt Rheiland-Pfalz, ed. Zensus 2011. Bevölkerung und Haushalte: Gemeinde Dasburg (PDF) (en alemán). Consultado el 24 de enero de 2017.

- Datos: Q553499
- Multimedia: Dasburg / Q553499